# Martin Pett
Martin Pett (* 12. Oktober 1986 in Rostock) ist ein deutscher Fußballspieler, der sowohl in der Abwehr als auch im Mittelfeld eingesetzt werden kann.

## Karriere
Im Sommer 2000 wechselte Pett vom SV Warnemünde in die C1-Jugend des F.C. Hansa Rostock. Nachdem er zuvor vor allem als Stürmer eingesetzt worden war, spielte er im Nachwuchs des damaligen Bundesligisten fortan als Innenverteidiger. Von 2005 bis 2010 spielte Pett für die zweite Mannschaft der Rostocker, zunächst in der Oberliga und nach dem Aufstieg 2008 auch in der Regionalliga. Nachdem die Lizenzmannschaft 2010 in die 3. Liga abstieg und die Reservemannschaft damit trotz sportlich erreichtem Klassenerhalt aus finanziellen Gründen in die Oberliga zurückgezogen wurde, wechselte Pett, der zwischenzeitlich auch das Kapitänsamt übernommen hatte, zum ebenfalls abgestiegenen Goslarer SC 08 in die niedersächsische Oberliga. Nach nur einem Jahr kehrte er aber wieder nach Rostock zurück, begann im Warnemünder Hotel Neptun eine Ausbildung zum Sport- und Fitnesskaufmann und konnte umgehend die Meisterschaft in der Oberliga-Saison 2011/12 erringen. Durch den abermaligen Abstieg der ersten Mannschaft in die 3. Liga konnte das Aufstiegsrecht in die Regionalliga aber nicht wahrgenommen werden.
2013 absolvierte Pett erstmals die Saisonvorbereitung bei der ersten Mannschaft und kam anschließend nach seiner Einwechslung am 8. Spieltag beim Chemnitzer FC mit 26 Jahren zu seinem Profidebüt für den F.C. Hansa Rostock.
Ende Januar 2015 wechselte Pett zum Oberligisten FC Schönberg 95.